# ГЕС Topçam
ГЕС Topçam – гідроелектростанція на півночі Туреччини. Знаходячись між ГЕС Boztepe (18 МВт) та ГЕС Darıca 1, входить до складу каскаду на річці Мелет, яка впадає до Чорного моря на східній околиці міста Орду.
В межах проекту річку у 1996-2008 роках перекрили кам’яно-накидною греблею із глиняним ядром висотою 122 метри, яка потребувала 4,5 млн м3 матеріалу. Вона утримує водосховище з площею поверхні 3 км2 та об’ємом 133 млн м3. Зі сховища ресурс спрямовується у прокладений через лівобережний гірський масив дериваційний тунель довжиною 7,5 км з діаметром 12 метрів. На завершальному етапі після запобіжного балансувального резервуару тунель переходить у напірний водовід, котрий спускається до розташованого за 0,2 км наземного машинного залу. 
Основне обладнання станції становлять три турбіни типу Френсіс потужністю по 20,8 МВт, які повинні забезпечувати виробництво 199 млн кВт-год електроенергії на рік. 
Видача продукції відбувається по ЛЕП, розрахованій на роботі під напругою 154 кВ.